# Иоганн Эрнст II Саксен-Веймарский
Иоганн Эрнст II Саксен-Веймарский (нем. Johann Ernst II. von Sachsen-Weimar; 11 сентября 1627, Веймар — 15 мая 1683, Веймар) — герцог Саксен-Веймарский.

## Биография
Иоганн Эрнст II был старшим выжившим сыном герцога Вильгельма и Элеоноры Доротеи Ангальт-Дессауской, и унаследовал герцогство после смерти отца в 1662 году. В 1672 году он унаследовал часть герцогства Саксен-Альтенбург, после чего поделился владениями с младшими братьями: Адольф Вильгельм получил территорию вокруг Эйзенаха, а Бернгард — территорию вокруг Йены.
Иоганн Эрнст II, как и его отец, покровительствовал искусствам, а также страстно любил охоту. Государственные дела его интересовали мало, и потому управление герцогством он доверил канцлерам.
Сохранились многочисленные портреты Иоганна Эрнста II Саксен-Веймарского созданные придворным художником Кристианом Рихтером.

## Семья
14 августа 1656 года Иоганн Эрнст II женился в Веймаре на Кристине Елизавете Гольштейн-Зондербургской. У них было пятеро детей:
- Анна Доротея (12 ноября 1657 — 23 июня 1704), аббатиса Кведлинбургская
- Вильгельмина Кристина (26 января 1658 — 30 июня 1712), которая 25 сентября 1684 года вышла замуж за Кристиана Вильгельма Шварцбург-Зондерсгаузенского
- Элеонора София (22 марта 1660 — 4 февраля 1687), которая 9 июля 1684 года вышла замуж за Филиппа Саксен-Мерзебург-Лаухштедтского
- Вильгельм Эрнст Саксен-Веймарский (19 октября 1662 — 26 августа 1728)
- Иоганн Эрнст III (22 июня 1664 — 10 мая 1707)